# シャトー・ディフ
シャトー・ディフ（仏: Château d'If）は、フランス南部のマルセイユから約4キロメートル沖に位置するイフ島に築かれた要塞で、1540年から1914年までは牢獄として使用されていた。日本語ではイフ城（イフじょう）とも訳される。
アレクサンドル・デュマ・ペールの小説『モンテ・クリスト伯』の舞台としても知られる。1926年7月7日に、フランス歴史的記念物で保護指定された。

## 飼育小屋

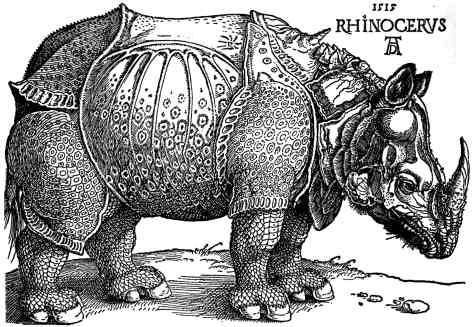
デューラーの手になる博物画『サイ』

1513年、インド・グジャラート州のスルターンから、ポルトガル王マヌエル1世にインドサイが送られた。1516年、このサイをローマ教皇レオ10世に送る途中、船をイフ島に停泊させ、飼育小屋を造った。サイの物珍しさから人々を集め、フランス王フランソワ1世もマリニャーノの戦いの帰途に立ち寄っている。ドイツ人画家アルブレヒト・デューラーは、友人からこのサイの噂を聞いて、1515年、木版画による博物画『サイ』を描いている。
出港したのち、サイを乗せた船は嵐のためにジェノヴァ湾で遭難した。沿岸で見つかったサイの死体は剥製にしてローマに届けられた。

## 要塞

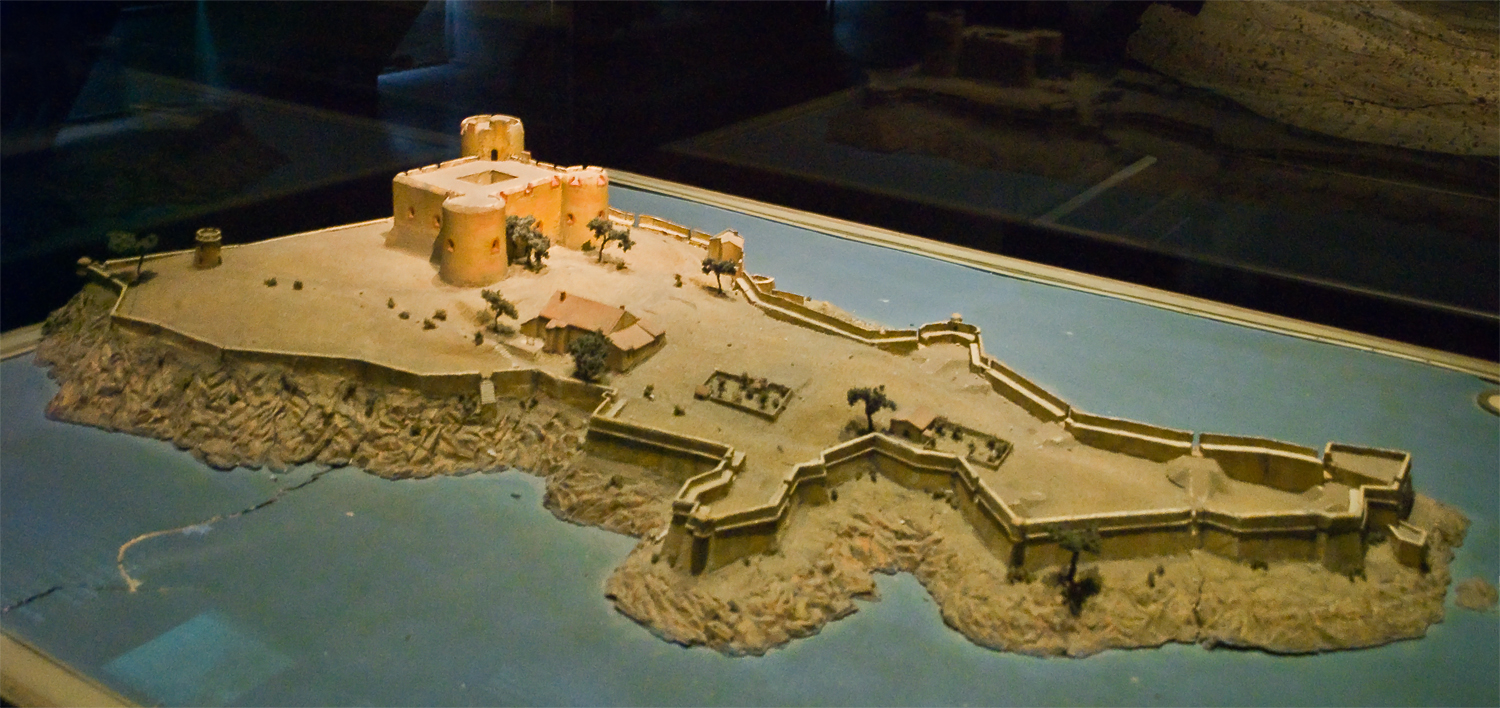
1681年のシャトー・ディフの立体地図／立体地図博物館の展示物。

シャトー・ディフは海からの防御拠点とするために、フランソワ1世の命令により、1524年から1531年にかけて建設された。1481年にマルセイユがフランスに占拠されたこともあり、市民への監視にも利用された。
シャトー・ディフの軍事的役割は防御ではなく、抑止であった。1531年7月、神聖ローマ皇帝カール5世はマルセイユを攻撃しようとしたが、シャトー・ディフを見て中止したとされる。
1701年、軍事技術者のヴォーバンはシャトー・ディフの要塞としての弱点を指摘した。

## 牢獄

図解

シャトー・ディフはその孤島という立地と付近の海流から脱獄が困難であるため、政治犯や宗教的犯罪者を収容する牢獄として利用されるようになった。この間3500人以上のユグノーがここに送られたほか、パリ・コミューンのリーダーであるガストン・クレミュが、収監された後、1871年に銃殺された。またこの島は、1844年に出版されたアレクサンドル・デュマの小説『モンテ・クリスト伯』の中で主人公エドモン・ダンテスが収監された場所として描かれたことで、広く知られることにもなった。

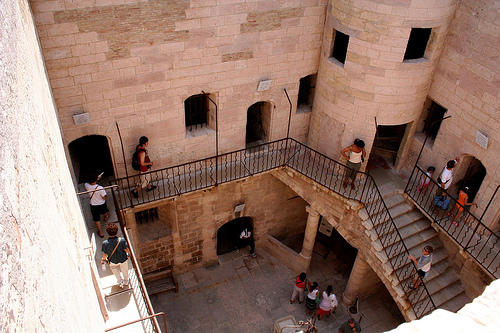
観光客と中庭

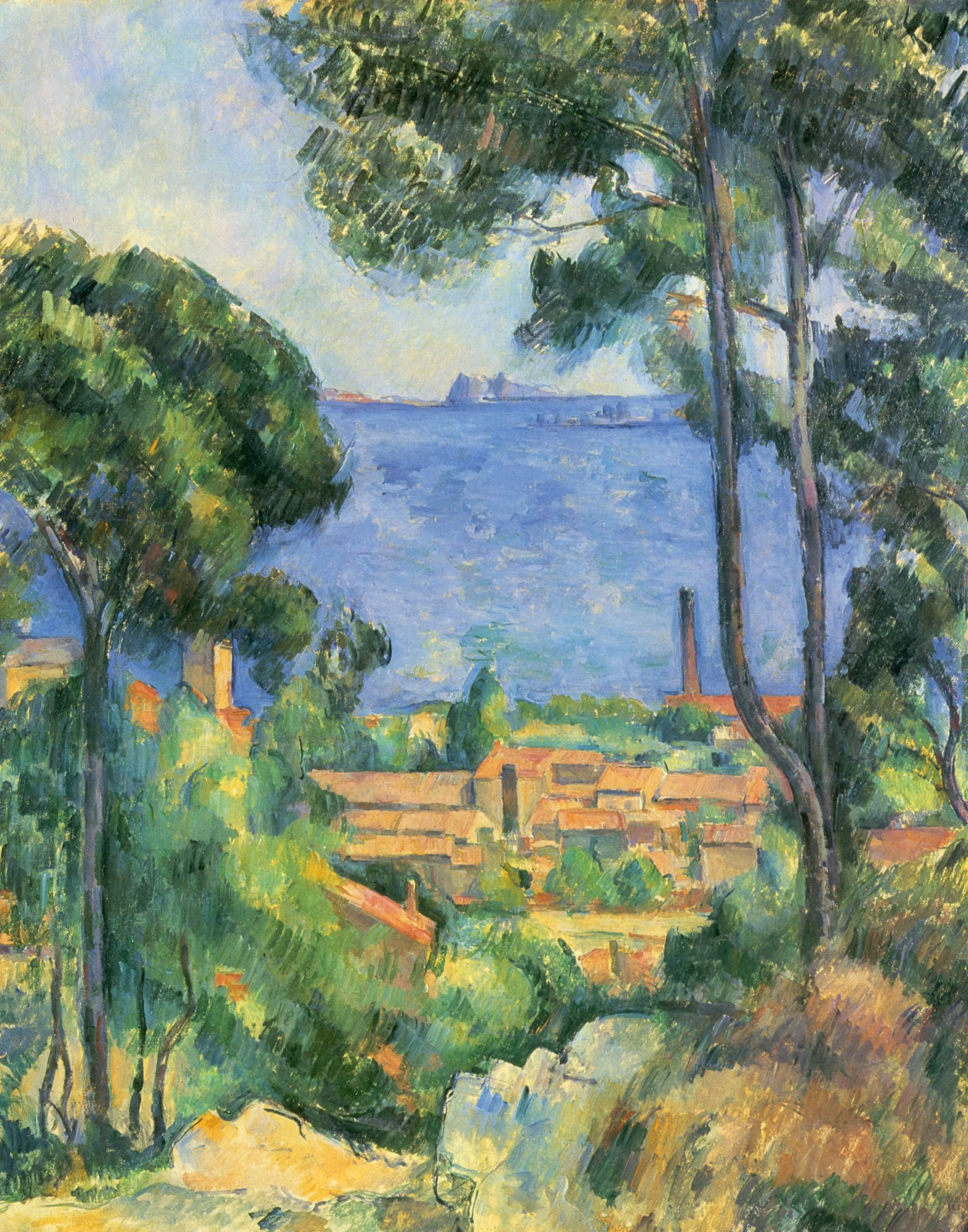
ポール・セザンヌ （仏題）La Mer près de l'Estaque, le château d'If au fond ／1883-85年の油彩画。エスタックから海越しに遠望するシャトー・ディフ。フィッツウィリアム美術館所蔵。

当時の牢獄では身分や財産によって囚人の中でも扱われ方が異なっていた。貧しい囚人は窓もない地下牢に収容されたが、裕福な囚人は資金を出すことによって簡易トイレや暖炉のついた個室に入ることができた。
著名な収容者としては、オノーレ・ミラボーが知られている。なお、マルキ・ド・サドも収容されていたと信じられているが、そういった事実は無い。

## 観光
その後牢獄としての役割を終え、1890年9月23日から一般公開が始まった。1926年、歴史的建造物に指定された。現在マルセイユの旧港から観光船が運航している。

## 逸話
1800年にカイロで暗殺されたジャン＝バティスト・クレベールの遺体は一度フランス本土へ送られたが、彼の墓が共和制の象徴となるのを恐れたナポレオンは、遺体をシャトー・ディフに置くように命じた。これはルイ18世がストラスブールへの埋葬を許可するまでの18年間続いた。

## ギャラリー

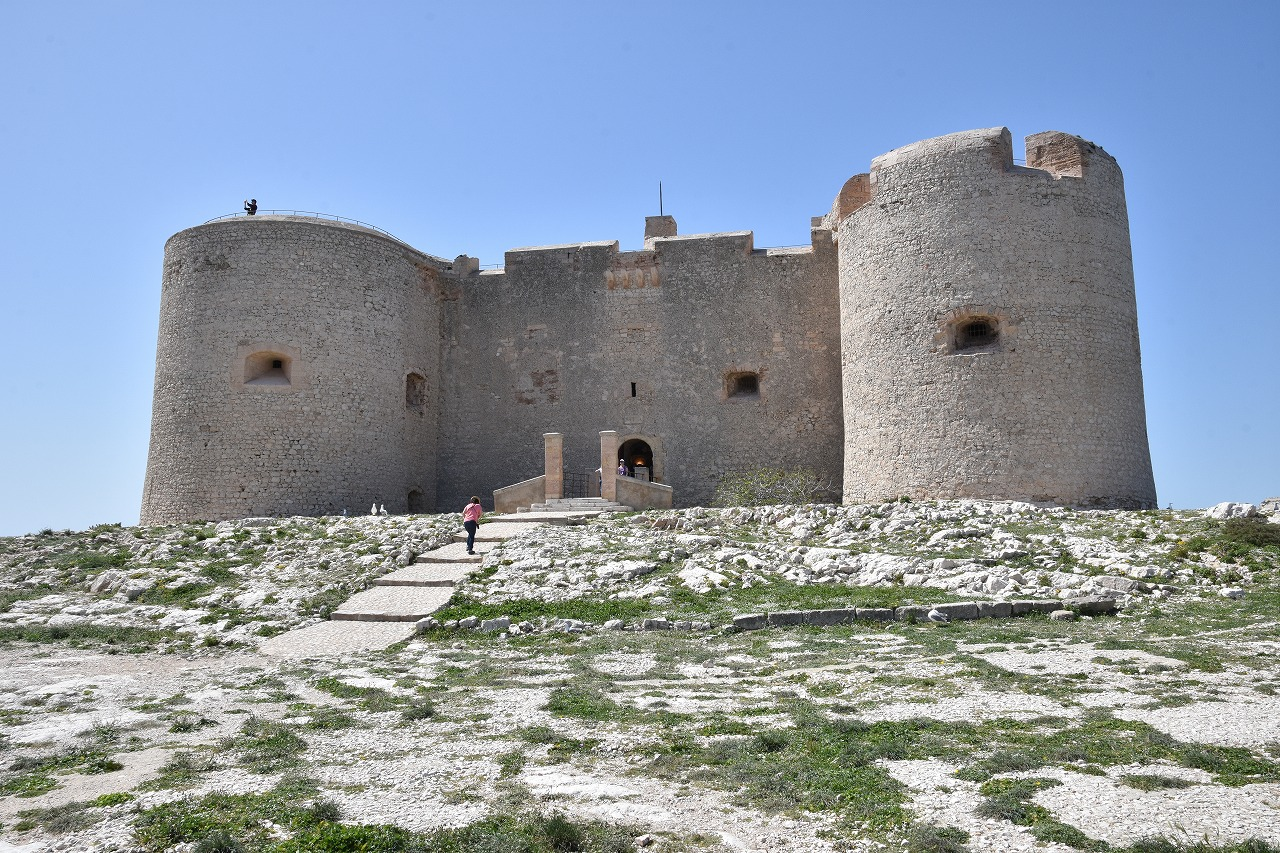
城塞全景
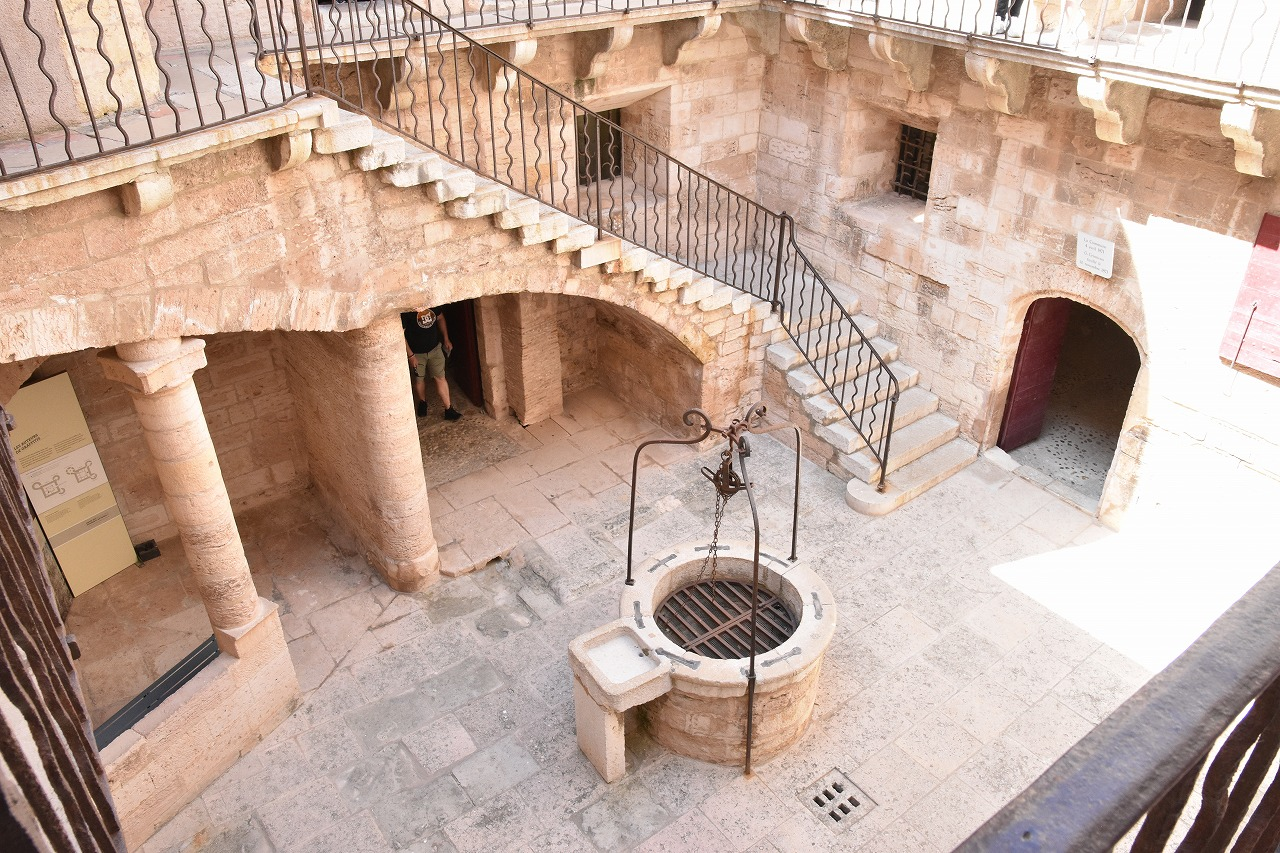
上階から見た中庭
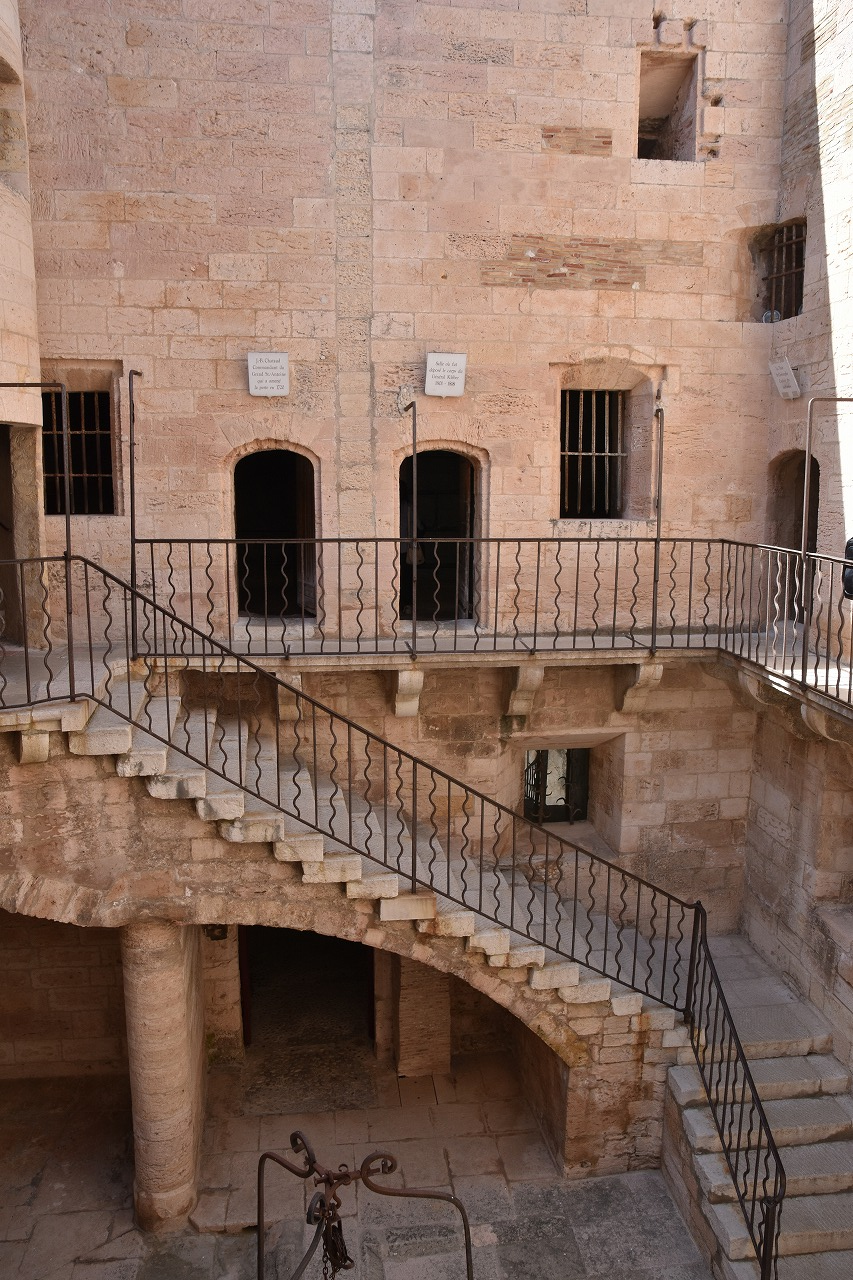
上階
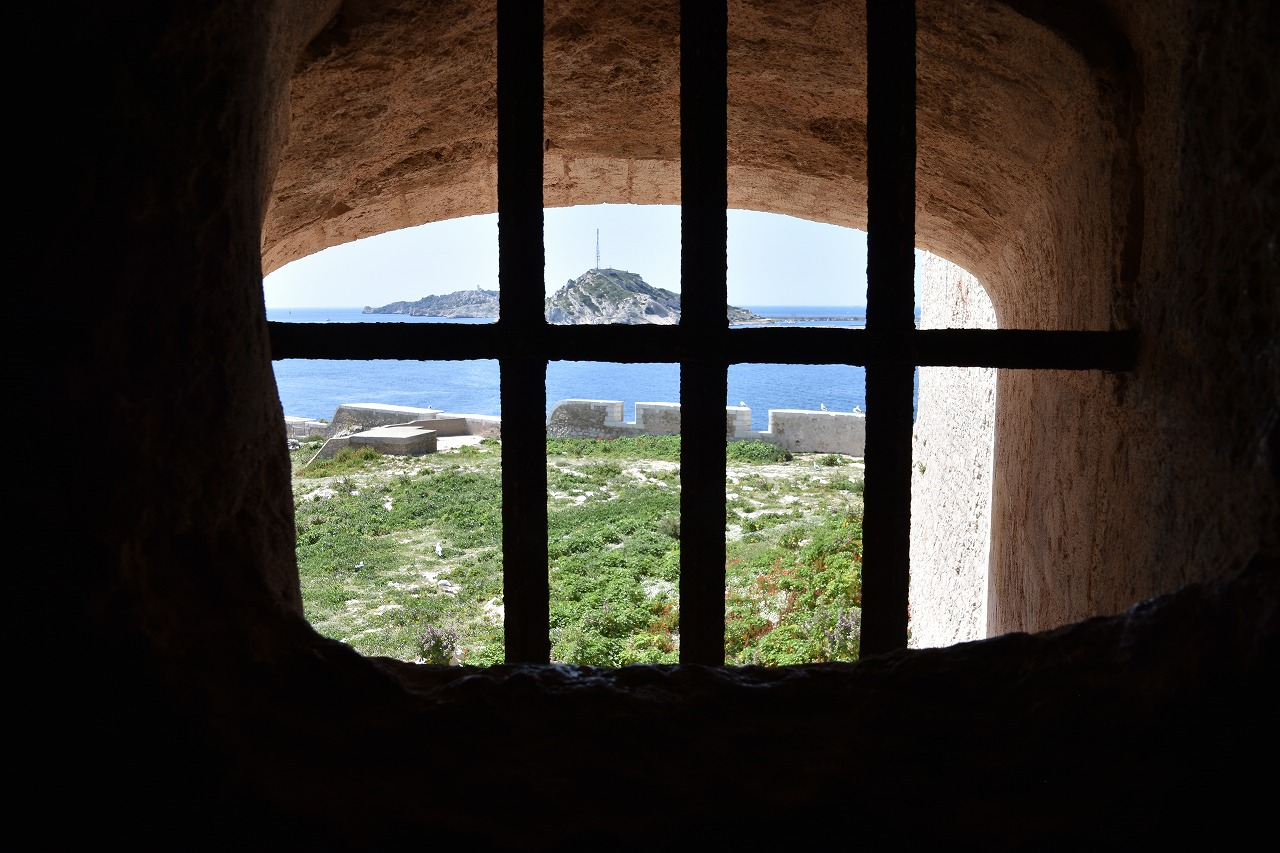
独房から見た外の眺望
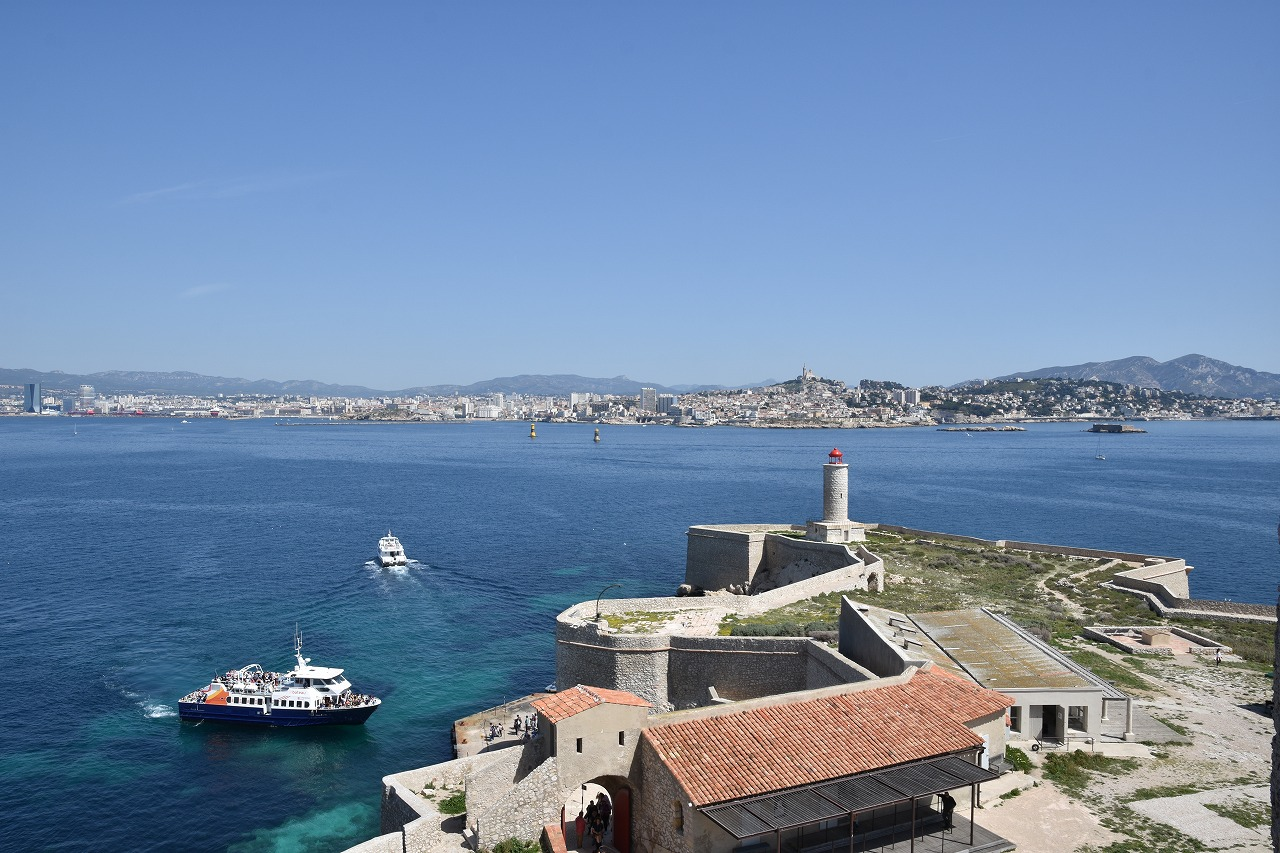
テラスから見たマルセイユ
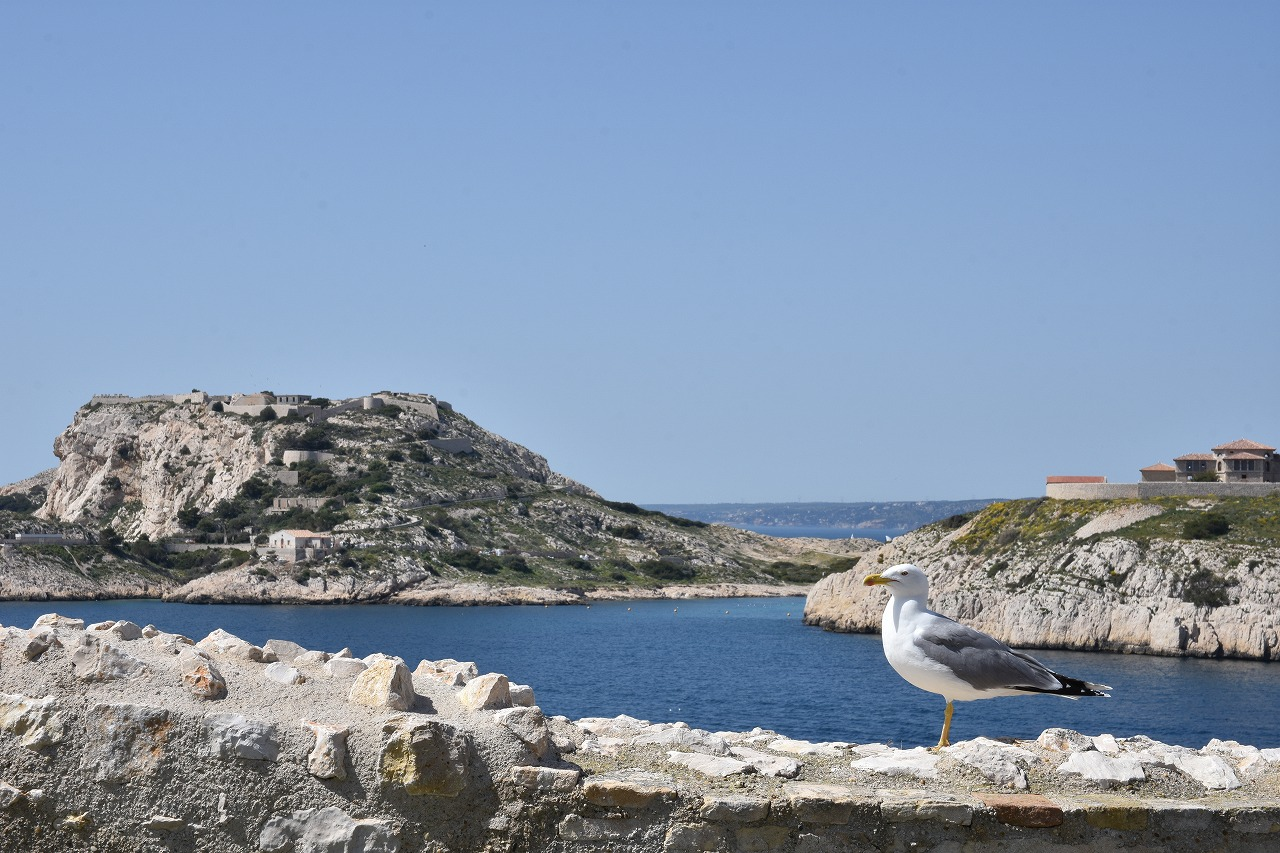
イフ島は、海鳥の営巣地になっている。